# 슈어스팟
슈어스팟(Surespot)은 오픈 소스 기반 암호화 보안 메신저이다.

## 역사
2013년 5월에 미국의 한 업체가 개발했다. 2014년 12월을 기준으로 이용자는 20만 명에 이르며, 주고받은 메시지 건수는 4000만 건을 돌파했다.

## 특징
보안성이 뛰어나고 대화 내용이 서버에 남지 않으며 발신자가 얼마든지 삭제할 수 있다. 그래서 메시지가 암호화되면 수사기관 등 제3자가 대화 내용을 알아낼 방법 자체가 거의 없다. 그리고 한 사용자가 여러 개의 ID를 자유롭게 개설할 수 있으며, 비밀번호나 ID를 분실했을 때 '찾기'가 불가능하다. 이는 다른 메신저와는 달리 전화번호와의 연동 없이 아이디와 비밀번호만 넣으면 가입이 완료되기 때문이다. 또한, 프로그램을 사용하는 화면을 캡쳐조차 할 수 없으며, 이를 시도할 때 '화면을 캡쳐할 수 없습니다. 보호된 이미지입니다'라는 메시지가 나온다.

## 같이 보기
- 카카오톡
- 텔레그램